# Кель-Мухаммед
Кель-Мухаммед  –мангытский мирза, один из сыновей, бия Ногайской орды Алчагира.
В 1514 году во главе с Алчагиром вместе с Саид-Ахметом и Мамаем откликнулся на призыв астраханского хана Джанибека, предлагавшего окончательно разгромить главного конкурента Алчагира Шейх-Мухаммеда. Джанибек тогда разгромил Шейх-Мухаммеда, не дождавшись ногайцев, чем вызвал их раздражение, так как ему досталось и имущество, и улусы Шейх-Мухаммеда.
Когда, около 1516 года, Алчагир был разгромлен Шейх-Мухаммедом, и ряд ногайских мирз искали прибежища у крымского хана Мухаммед Гирея среди них был и Кель Мухаммед.
В 1530-е годы его кочевья располагались на западе Орды, в Поволжье, где кочевало ещё несколько мирз, из которых наибольшим авторитетом пользовался Мамай. Западная группировка мирз обеспечивала защиту Орды от крымского ханства. В 1535 году его послы в Москве заявляли, что Сахиб-Гирей – его враг. Объявлял себя инициатором убийства Ислам-Гирея. Поволжская группировка биев придерживалась независимой от руководства Орды внешней политики, стремились поддерживать дружеские отношения с Русским государством, так как были заинтересованы в поставке туда коней. Москва в свою очередь также поддерживала дипломатические отношения с отдельными мирзами, в том числе и с Кель-Мухаммедом.  В конце 30-х годов, когда отношения Орды и Московского государства ухудшились, и ногаи принимали участие в войнах казанского хана Сафа Гирея Кель Мухаммед стремился сохранить мирные отношения.
В 1535 году строил суда для боевых действий против Астрахани, где обосновались противники бия Орды Саид-Ахмета, потомки Ямгурчи.
Жаловался малолетнему Ивану Грозному на казаков, которые нападали на его улусы целью грабежа. Московское правительство ответило, что не может отвечать за действия разбойников.